# Pete Rademacher
Thomas Peter „Pete” Rademacher (ur. 20 listopada 1928 w Tieton w stanie Waszyngton, zm. 4 czerwca 2020 w Sanduskym) – amerykański pięściarz kategorii ciężkiej, mistrz olimpijski z XVI Letnich Igrzysk Olimpijskich z Melbourne z 1956 roku.

## Życiorys
Zdobył złoty medal w wadze ciężkiej (ponad 81 kg) podczas XVI Letnich Igrzysk Olimpijskich w Melbourne w 1956 roku, wygrywając wszystkie walki przez nokaut. Pokonał kolejno: reprezentanta Czechosłowacji Josefa Němeca (KO 2. runda), reprezentanta Związku Południowej Afryki Daniela Bekkera (KO 3. runda) i w finale reprezentanta Związku Radzieckiego Lwa Muchina (KO 1. runda).
Po igrzyskach olimpijskich przeszedł na zawodowstwo. Już w pierwszej walce zawodowej zmierzył się o tytuł z ówczesnym mistrzem wagi ciężkiej Floydem Pattersonem. Był to pierwszy (i do tej pory jedyny) przypadek, by pięściarz walczył o tytuł mistrzowski w swym debiucie. Thomas Peter Rademacher powalił Floyda Pattersona w 2. rundzie, ale później sam leżał na deskach 7 razy i przegrał przez nokaut w 6. rundzie.
Nigdy więcej nie walczył o tytuł, ale mierzył się ze znanymi pięściarzami. Wygrał z takimi rywalami, jak Ulrich Nitzschke, LaMar Clark, George Chuvalo i Carl „Bobo” Olson (w swej ostatniej walce stoczonej w 1962 roku), a pokonali go: Zora Folley, Brian London, Doug Jones, Archie Moore i Karl Mildenberger.
Po zakończeniu kariery pracował w McNeil Corporation w Akron w stanie Ohio, dochodząc do funkcji prezesa.
Przez ostatnie kilka lat życia poważnie chorował (demencja).